# 曼科拉

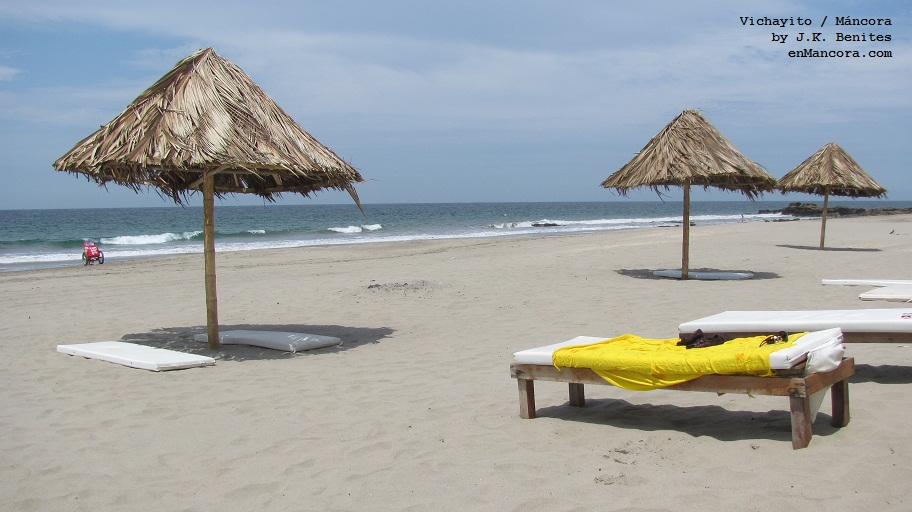

曼科拉是秘鲁北部的一个海水浴场，也是一个镇名。它是皮乌拉省塔拉拉市曼科拉区的首府, 几乎与通贝斯省接壤。近年来，它已成为国内外冲浪者的热门海滩。

## 气候
曼科拉属于热带气候和热带干湿季气候，平均温度为29°C。炎热的月份是每年的12月到4月，其特点是夜间降雨，温度常达35°C。当厄尔尼诺现象发生的时候，温度可达到40°C。

## 地理
曼科拉的特色是海滩, 沙子是浅米色和半橙色之间的颜色, 海水清澈透明,  夏天海水呈蓝绿色、冬天呈绿松色，早晨呈深蓝色。曼科拉附近有沿海高地和沙丘，角豆树林和热带稀树草原或距离海岸几公里的干赤道森林。

## 交通
通过泛美北部高速公路，乘坐公共汽车和旅游车可以进入该镇。通过通贝斯机场，皮乌拉机场和塔拉拉机场也能抵达该镇。

## 景点
由于曼科拉温和的热带干燥气候（不像其他热带地区那样潮湿，但总是非常热, 太阳光照强）是潜水和冲浪的理想区域。 秘鲁北部海产食物(塞丘拉，派塔，皮乌拉和通贝斯）是秘鲁海岸中最多样化的食物之一，并且秘鲁是两种海流的交汇处（秘魯寒流和受厄尔尼诺现象影响而产生的暖流）; 这给我们提供了美味的海鲜菜肴，如用石斑鱼、箭鱼、虾以及其他美食制作的檸汁醃魚生。